# Bronisław Kozłowski (zm. 2021)
Bronisław Kozłowski (ur. 1930, zm. 9 lipca 2021) – polski ortopeda, prof. dr hab. n. med., pułkownik WP w stanie spoczynku.

## Życiorys
Obronił pracę doktorską, następnie uzyskał stopień doktora habilitowanego. Otrzymał nominację profesorską. Został zatrudniony na stanowisku członka honorowego Polskiego Towarzystwa Ortopedycznego i Traumatologicznego.
Zmarł 9 lipca 2021.